# Џоди Лин О’Киф
Џоди Лин О’Киф (енгл. Jodi Lyn O'Keefe; Клифвуд Бич, 10. октобар 1978) је америчка глумица, манекенка и модна дизајнерка. Неке од улога (филм; серија): Halloween H20 (1998), She's All That (1999); Неш Бриџиз (1996.—2001.), Бекство из затвора (2007.—2009.), Вампирски дневници (2014.—2017.), Hit the Floor (2014.—2018.).

## Детињство и младост
О’Кифијева је рођена у Клифвуд Бичу (Њу Џерзи); ћерка је домаћице — Норин и директора за радничке односе у фирми Мерк — Џека О’Кифија. Има две старије сестре.

## Каријера
О’Кифијева је започела своју каријеру као манекенка када је имала осам година; својевремено је била модел у компанији Џинс. На пола прве године средње школе, напустила је образовање да би наступила у сапуници Another World — играјући Маргерит „Маги” Кори. Потом је добила улогу Касиди (ћерка насловног лика Дона Џонсона) у серији Неш Бриџиз. Са својом мајком се преселила у Холивуд, тако да се ишколовала на даљину.
Џоди О’Кифи је велики деби на екрану имала 1998. године у Halloween H20: 20 Years Later, а касније је наступала у филмовима попут The Crow: Salvation, Whatever It Takes и Devil In The Flesh 2. Године 1999, била је споредни лик, Тејлор Воган, у тинејџерском филму Она је та (1999) — поред Фредија Принца млађег и Рејчел Леј Кук. Када су је питали да ли је било тешко играти њен лик, примадону из средње школе, одговорила је: „Свако је знао Тејлор Воган у средњој школи. Радећи у шоу-бизнису, сусрећете такве девојке сваки дан.”
Наставила је да снима и филмове и Неш Бриџиз до завршетка серије 2001. године. Каснији филмови укључују Out for Blood, где је играла вампирку Лејлу Симонс, те Venice Underground. На малом екрану, појављивала се у разним серијама — укључујући Дарама и Грег, Бостонски адвокати, Два и по мушкарца, Чари, The Evidence, Теорија великог праска и Tru Calling.
Године 2007, одабрана је за главну улогу у серији Бекство из затвора; била је међу улогама серије током треће и четврте сезоне. Изјавила је да је „истински волела” да игра неке сцене са Гречен Морган из серије Бекство из затвора, пошто су јој биле „изазов” и јер је Гречен била „њена сушта супротност” те „опака”.
У 2014. години била је повратна улога у ТВ серији Hit the Floor на VH1, а појавила се и у филму Merry ExMas. Исте године, такође је играла повратну улогу Џо у шестој сезони серије Вампирски дневници на The CW.

### Остали наступи
Године 2009, појавила се у стендалон додатку видео-игре Command & Conquer: Red Alert 3: Uprising.
У јуну 2013, Џоди О’Киф је имала фотошутинг за кампању NOH8.
Појавила се у споту 3 дорс дауна за песму Let Me Go, поред Џеси Меткалф из Очајних домаћица.

### Друго
Дана 22. јуна 2011, започела је сопствену модну линију — Квин Џорџ клотинг (енгл. Queen George Clothing).
Године 2012, почела је да ради с личном линијом накита — Кју (енгл. Q).
Џоди О’Кифи је такође лиценцирани ловац на главе, заједно са својом пријатељицом Викторијом Прат с којом је и глумила у филму A Nanny's Revenge.
Године 2005, играла је Исабелу у једној епизоди серије Два и по мушкарца.

## Филмографија

### Филм
| Год.  | Наслов        | Улога                      | Напомене    |
| ----- | ------------- | -------------------------- | ----------- |
| 1998. |               | Сарах Вејнтроп             | деби        |
| 1999. |               | Тејлор Воган               |             |
| 2000. |               | Лорен Рандал               |             |
| 2000. |               | Ешли Грант                 |             |
| 2000. |               | Деби Странд / Трејси Карли |             |
| 2002. |               | Шони                       | кратки филм |
| 2003. |               | Кајли Логан                |             |
| 2004. |               | Лејла Сајмонс              |             |
| 2004. |               | Џеки                       |             |
| 2005. |               | Тајлер                     |             |
| 2007. |               | Линдзи Симпсон             | кратки филм |
| 2013. | Frozen Ground | Чели Рингел                | [ 19 ]      |
| 2014. |               | Ешли Вилијамс              |             |

### Телевизија
| Год.               | Наслов                               | Улога                | Напомене                                         |
| ------------------ | ------------------------------------ | -------------------- | ------------------------------------------------ |
| 1995.              |                                      | Меги Кори            | 6 еп.                                            |
| 1996.—2001.        | Неш Бриџиз                           | Кесиди Бриџиз        | главна улога, 76 еп.                             |
| 1999.              |                                      | Џоди О’Киф           | 1 еп.                                            |
| 2002               |                                      | Симоне               | еп.: ,                                           |
| 2002.              |                                      | Кембел               | епизоде: ,                                       |
| 2003.              |                                      | Меди Брејкер         | ТВ                                               |
| 2004.              |                                      | Кандас Ејмс          | еп.:                                             |
| 2004.              |                                      | Беки Вигинс          | епизода:                                         |
| 2004.              |                                      | Спајдер Демон        | еп.:                                             |
| 2004.—2005.        |                                      | Нора Џејкобс         | 4 еп.                                            |
| 2004.              | Два и по мушкарца                    | ? Гејл               | епизода:                                         |
| 2005.              |                                      | Ритина маћеха        | епизода:                                         |
| 2005., 2010.—2011. | Два и по мушкарца                    | Исабела              | 3 еп.                                            |
| 2005.              |                                      | Рејчел Рабиновиц     | ТВ                                               |
| 2005.              |                                      | Мери-Ен Дејвидсон    | ТВ                                               |
| 2006.              |                                      | Џоди О’Киф           | 1 еп.                                            |
| 2006.              |                                      | Џеки Казарис         | повратна улога, 5 еп.                            |
| 2006.              | Злочиначки умови                     | Аманда Гилрој        | епизода: 911                                     |
| 2006.              |                                      | ? Линдзи             | ТВ                                               |
| 2007.              |                                      | Мелоди Констанза     | еп.:                                             |
| 2007.              |                                      | Ангелина Билингс     | еп.:                                             |
| 2007.              |                                      | Џена Кинкејд „Кинки” | непродат тв. пилот                               |
| 2007.—2009.        | Бекство из затвора                   | Гречен Морган        | главна улога (сезоне 3—4), 32 еп.                |
| 2009.              | Теорија великог праска               | проститутка Микејла  | епизода:                                         |
| 2009.              | Бекство из затвора: Последње бекство | Гречен Морган        | ТВ                                               |
| 2010.              | Изгубљени                            | Ава                  | еп.:                                             |
| 2010.              |                                      | Лилит Риборн         | 3 еп.                                            |
| 2010.              |                                      | Кајли Бурч           | ТВ                                               |
| 2011.              | Закон и ред: ЛА                      | Џен Маки             | еп.:                                             |
| 2011.              |                                      | Емили Бенет          | ТВ                                               |
| 2012.              |                                      | Лиса/Менди           | епизода:                                         |
| 2012.              |                                      | Кристина Котера      | еп.:                                             |
| 2012.              |                                      | Џина Рајт            | ТВ                                               |
| 2013.              |                                      | запосленик           | еп.:                                             |
| 2013.              |                                      | Џулија Винстон       | ТВ (засновано на ии. књизи)                      |
| 2014.              | Волстрит пројекат без наслова        | Рајли Симс           | непродат тв. пилот                               |
| 2014.—2015., 2017. | Вампирски дневници                   | Џосет Лофлин „Џо”    | 22 еп.; повратна улога (сез. 6—7), гост (сез. 8) |
| 2014.—2018.        |                                      | Лајонел Давенпорт    | 24 еп.; главна улога                             |
| 2016.              |                                      | Рони Хилман          | еп.:                                             |
| 2018.              |                                      | Џосет Лофлин „Џо”    | 1 еп.; гост (сез. 1)                             |

### Видео-игрице
| Год.  | Наслов | Улога      | Напомене |
| ----- | ------ | ---------- | -------- |
| 2009. |        | Кели Вивер |          |